# 1904 في إسبانيا
فيما يلي قوائم الأحداث التي وقعت خلال عام 1904 في إسبانيا.

## سياسة

### انتهاء فترة المنصب
- 16 ديسمبر – أنطونيو مورا President of the Council of Ministers ‏.

## رياضة
- 1 يناير – كأس ملك إسبانيا 1904 الفائز أتلتيك بيلباو.

## مواليد

### مارس
- 4 مارس – لويس كاريرو بلانكو[1]

### أبريل
- 22 أبريل – ماريا ثامبرانو فيلسوفة إسبانية.[2]

### مايو
- 11 مايو – سلفادور دالي فنان إسباني.[3]

### أغسطس
- 8 أغسطس – سيرياكو إراستي لاعب كرة قدم إسباني.[4]

### نوفمبر
- 4 نوفمبر – بالنتين جونثاليث عسكري إسباني.

## وفيات

### يناير
- 1 يناير – توماس كامارا إيه كاسترو (مواليد 1847)[5]

### أبريل
- 9 أبريل – إيزابيل الثانية ملكة إسبانيا (مواليد 1830)[6]

### أكتوبر
- 17 أكتوبر – مرسيدس (مواليد 1880)[7]